# Konferenzraum

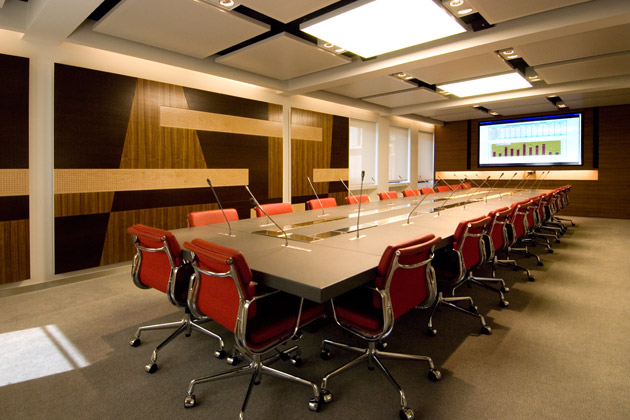
Ein moderner Konferenzraum

Ein Konferenzraum oder größer Konferenzsaal ist ein meist speziell ausgestatteter Raum zur Abhaltung von Konferenzen, Tagungen, Symposien, Kongressen, großen Besprechungen und Versammlungen. Daneben kann auch ein großer Raum entsprechend umgewandelt werden, dies trifft beispielsweise auf Mehrzwecksäle zu.
Zur Ausstattung gehört in der Regel ein Stehpult oder Rednerpult(e), eine AV-Anlage und eine Bestuhlung mit Tischen dazu. Sie sind in Konferenzzentren, Stadthallen, Messen und großen Hotels vorhanden und werden vermietet oder kostenfrei zur Verfügung gestellt. Große Unternehmen und Verbände halten eigene Konferenzräume vor. Ebenso sind Parlamente mit mehreren Konferenzsälen ausgestattet, der größte davon ist der Plenarsaal.